# 6138 Miguelhernández
A 6138 Miguelhernández (ideiglenes jelöléssel (6138) 1991 JH1) a Naprendszer kisbolygóövében található aszteroida. Otomo és Muramacu Oszamu fedezte fel 1991. május 14-én.